# هاكون يانسن
هاكون يانسن (بالنرويجية البوكمول: Haakon Jansen)‏ هو منافس ألعاب قوى نرويجي، ولد في 24 مايو 1900، وتوفي في 6 نوفمبر 1968.

## وصلات خارجية
- هاكون يانسن على موقع أوليمبيديا (الإنجليزية)